# Oslovski kašelj
Oslôvski kášelj (pertúsis) je zelo nalezljiva bolezen, ki jo povzroča gramnegativna bakterija Bordetella pertussis. Bolezen je dobila ime po značilnem globokem vdihu, podobnem oslovskemu riganju, ki sledi napadom kašlja. Bordetella parapertusis povzroča oslovskemu kašlju podobno bolezen, ki pa je blažje oblike. Kašelj lahko traja 10 ali več tednov.
Po svetu se letno okuži okoli 16 milijonov ljudi; umre jih okoli 61.000. 0,5% okuženih otrok pod enim letom umre. Oslovski kašelj je ena najpogostejših bolezni v svetu, ki se sicer lahko preprečijo s cepivom. V razvitem svetu že več desetletij poteka obvezno cepljenje otrok s cepivom DiTePer (proti davici, tetanusu in oslovskemu kašlju). Priporočen začetek imunizacije je med šestim in osmih tednom starosti, v prvih dveh letih se aplicirajo štiri doze. Cepivo skozi čas izgubi moč, zato se priporoča poživitveni odmerek za starejše otroke in odrasle. Antibiotiki se uporabni pri tistih, ki bolezen že imajo, in če se aplicirajo največ tri tedne po pojavi simptomov. Po treh tednih izgubijo funkcijo in se izkažejo za učinkovite le pri zelo majhnem odstotku ljudi. Pri otrocih, mlajših od enega leta, in pri nosečnicah se lahko uporabijo tudi do šest tednov po okužbi. Uporabljajo se eritromicin, azitromicin, klaritromicin in drugi. Pri večini otrok pod enim letom starosti je potrebna hospitalizacija.
Od uvedbe cepljenja je obolevnost bistveno nižja, še vedno pa se pojavlja v nerazvitem svetu, kjer ni sistematičnega cepljenja. Obolevajo zlasti otroci, ki niso bili cepljeni ali so bili cepljeni nepopolnoma – za ustrezno zaščito so potrebni trije odmerki cepiva. Možen je tudi pojav pri cepljenih, vendar so simptomi mnogo blažji. Okuženi ljudje so kužni do tri tedne po nastanku simptomov. Kužnost se preneha po petih dneh od prejetja antibiotikov.

## Značilnosti
Po sedmih do desetih dneh inkubacijske dobe se pri dojenčkih in manjših otrocih bolezen začne kazati z blažjimi simptomi infekcije dihal (kašelj, kihanje, nahod); govorimo o tako imenovanem kataralnem stadiju. Po enem do dveh tednih se začnejo napadi kašlja, ki jim sledi značilen globok vdih, ki se konča z riganju podobnim zvokom - paroksizmalni stadij. Krčevit kašelj lahko povzroči tudi bruhanje, zlom reber in močno utrujenost. V hudih primerih se zaradi pogostega bruhanja pojavi nedohranjenost in izsušitev. Krči se lahko poleg kašlja sprožijo tudi ob zehanju, smehu, kričanju. Krči počasi jenjajo tekom stadija okrevanja, in sicer po enem do dveh mesecih. 
Zapleti, ki se lahko pojavijo, so pljučnica, encefalitis, pljučna hipertenzija, subkonjunktivalna krvavitev, urinska inkontinenca, hernija in disekcija vratne aorte ter sekundarne okužbe. Ob izjemno močnem kašlju je možno tudi pretrganje aorte, kar vodi v pnevmotoraks.

## Prenašanje
Glavni vir okužbe so odrasli in mladostniki. Bolezen se prenaša kapljično. Bolnik je najbolj kužen v kataralnem stadiju. V kataralnem stadiju so bolezenski znaki nespecifični, zato je tedaj bolezen pogosto še nediagnosticirana. 

## Diagnosticiranje
Po navadi se pri diagnosticiranju opravi celotna krvna slika, skupaj z limfocitozo, ki je lahko pokazatelj okužbe. Diagnoza se postavi z odvzemom brisa iz nosu in grla. Metode za laboratorijsko diagnosticiranje oslovskega kašlja so:
- verižna reakcija s polimerazo,
- imunofluorescenčni test,

- serološki testi.[9]

Serološki testi se lahko tudi uporabijo pri odraslih in adolescentih, ki so okuženi že več tednov, da se določi število protiteles proti toksinu oslovskega kašlja in s tem oceni kužnost in potencial nadaljnjega širjenja okužbe.
Simptomatsko podobno, a blažjo bolezen povzroča bakterija B. parapertussis.

## Preventiva
Primarna metoda preprečitve okužbe z oslovskim kašljem je cepljenje. Kljub temu se preventivni antibiotiki uporabljajo za rizične skupine, ki so izpostavljene okužbi in imajo veliko verjetnost nastanka hujše oblike bolezni - npr. dojenčki.

### Cepivo
Cepivo proti oslovskemu kašlju je učinkovito sredstvo pri preprečevanju bolezni, ki ga je potrdila Svetovna zdravstvena organizacija. Cepivo naj bi leta 2002 preprečilo pol milijona smrti. Učinkovitost tega večkomponentnega acelularnega cepiva je med 71 in 85%, kjer se ta poveča pri invazivnejših sevih. Ponovni izbruhi oslovskega kašlja v zahodnem svetu v 21. stoletju se pripisujejo padcu precepljenosti in imunosti ter bakterijskim mutacijam, ki se izognejo cepivom.
Imunizacija s cepivom proti oslovskemu kašlju ne nudi doživljenjske zaščite, trajala naj bi približno tri do šest let, kar pokrije čas otroštva, ko so tudi osebe najbolj izpostavljene in je verjetnost smrti zaradi bolezni največja. Učinek razširjene precepljenosti pri otrocih je nastanek bolezni pri dojenčkih, ki še niso dobili priporočenih treh doz, in pri najstnikih ter odraslih, ki niso več imuni. Razlog za ta pojav je, da je bakterija B. pertussis še zmeraj prisotna pri otrocih, vendar tak otrok ne kaže nobenih simptomov, deluje pa kot prenašalec bakterije.
Naravna imunost prav tako ne nudi doživljenjske zaščite, ta naj bi trajala med 7 in 20 let, odvisno od količine B. pertussis v telesu.

## Zdravljenje
Antibiotiki eritromicin, klaritromicin ali azitromicin so priporočeni antibiotiki za zdravljenje. Vedno pogosteje se uporabljajo tudi novejši makrolidi zaradi manjšega števila stranskih učinkov.
Paciente, starejše od enega leta, se z antibiotiki zdravi, če je od pojava simptomov minilo tri tedne ali manj, bolj ogrožene skupine, kot so nosečnice in dojenčki, se zdravi vse do šestega tedna od pojava simptomov. Če se antibiotiki uporabijo dovolj zgodaj, lahko zmanjšajo trajanje okužbe in s tem tudi kužnost.
Ljudje so kužni od začetka kataralnega stadija (prehladu podobni simptomi) vse do tretjega tedna po pojavi parokiszmalnega stadija (obdobje močnega, hitrega in večkratnega kašlja).
Zdravila za preprečevanje samega kašlja še ni.